# Rositsa (Dobritsj)
Rositsa (Bulgaars: Росица) is een dorp in het noordoosten van Bulgarije. Het dorp is gelegen in de gemeente General Tosjevo in de oblast Dobritsj, niet ver van de Roemeense grens. Het dorp ligt hemelsbreed ongeveer 41 km ten noorden van Dobritsj en 394 km ten noordoosten van Sofia.

## Bevolking
Op 31 december 2020 woonden er 254 personen in het dorp Rositsa. Het aantal inwoners vertoont al tientallen jaren een dalende trend: in 1946 woonden er nog 2.155 personen in het dorp.
| Bevolkingsontwikkeling tussen 1934 en 2020          |
| --------------------------------------------------- |
|                                                     |
| Bron: Nationaal Statistisch Instituut van Bulgarije |

Het dorp heeft een gemengde bevolkingssamenstelling. In de optionele volkstelling van 2011 identificeerden 206 van de 360 ondervraagden zichzelf als etnische "Bulgaren" - oftewel 57,2% van alle ondervraagden. Daarnaast noemden 125 ondervraagden zichzelf etnische Turken (34,7%) en 29 ondervraagden noemden zichzelf "Roma" (8,1%).
| Etnische samenstelling van de respondenten (2011) | Etnische samenstelling van de respondenten (2011) | Etnische samenstelling van de respondenten (2011) | Etnische samenstelling van de respondenten (2011) | Etnische samenstelling van de respondenten (2011) |
| ------------------------------------------------- | ------------------------------------------------- | ------------------------------------------------- | ------------------------------------------------- | ------------------------------------------------- |
|                                                   |                                                   |                                                   |                                                   |                                                   |
| Bulgaren                                          | Bulgaren                                          |                                                   | 57,1%                                             | 57,1%                                             |
| Turken                                            | Turken                                            |                                                   | 34,7%                                             | 34,7%                                             |
| Roma                                              | Roma                                              |                                                   | 8,1%                                              | 8,1%                                              |
| Anders/Onbekend                                   | Anders/Onbekend                                   |                                                   | 0,0%                                              | 0,0%                                              |

Van de 364 inwoners die in februari 2011 werden geregistreerd, waren er 43 jonger dan 15 jaar oud (11,8%), gevolgd door 212 personen tussen de 15-64 jaar oud (58,2%) en 109 personen van 65 jaar of ouder (29,9%).